# Ławeczka Ignacego Łukasiewicza w Gorlicach
Ławeczka Ignacego Łukasiewicza w Gorlicach – ławka pomnikowa zlokalizowana na Rynku w Gorlicach, z rzeźbą związanego z miastem Ignacego Łukasiewicza.
Pomnik jest dziełem artysty rzeźbiarza Zdzisława Tohla. Został odsłonięty 7 kwietnia 2013 podczas Pikniku Cyfryzacyjnego. Przedstawia odlaną w brązie postać Ignacego Łukasiewicza - twórcy przemysłu naftowego, wynalazcy lampy naftowej. W latach 1853–1858 mieszkał i pracował w Gorlicach, prowadził aptekę (w budynku obecnego ratusza). Skonstruował pierwszą na świecie uliczną lampę naftową, która stała u zbiegu ul. Kościuszki i ul. Węgierskiej.